# Gustav Vigeland
Adolf Gustav Vigeland (Mandal, 11 aprile 1869 – Oslo, 12 marzo 1943) è stato uno scultore norvegese.

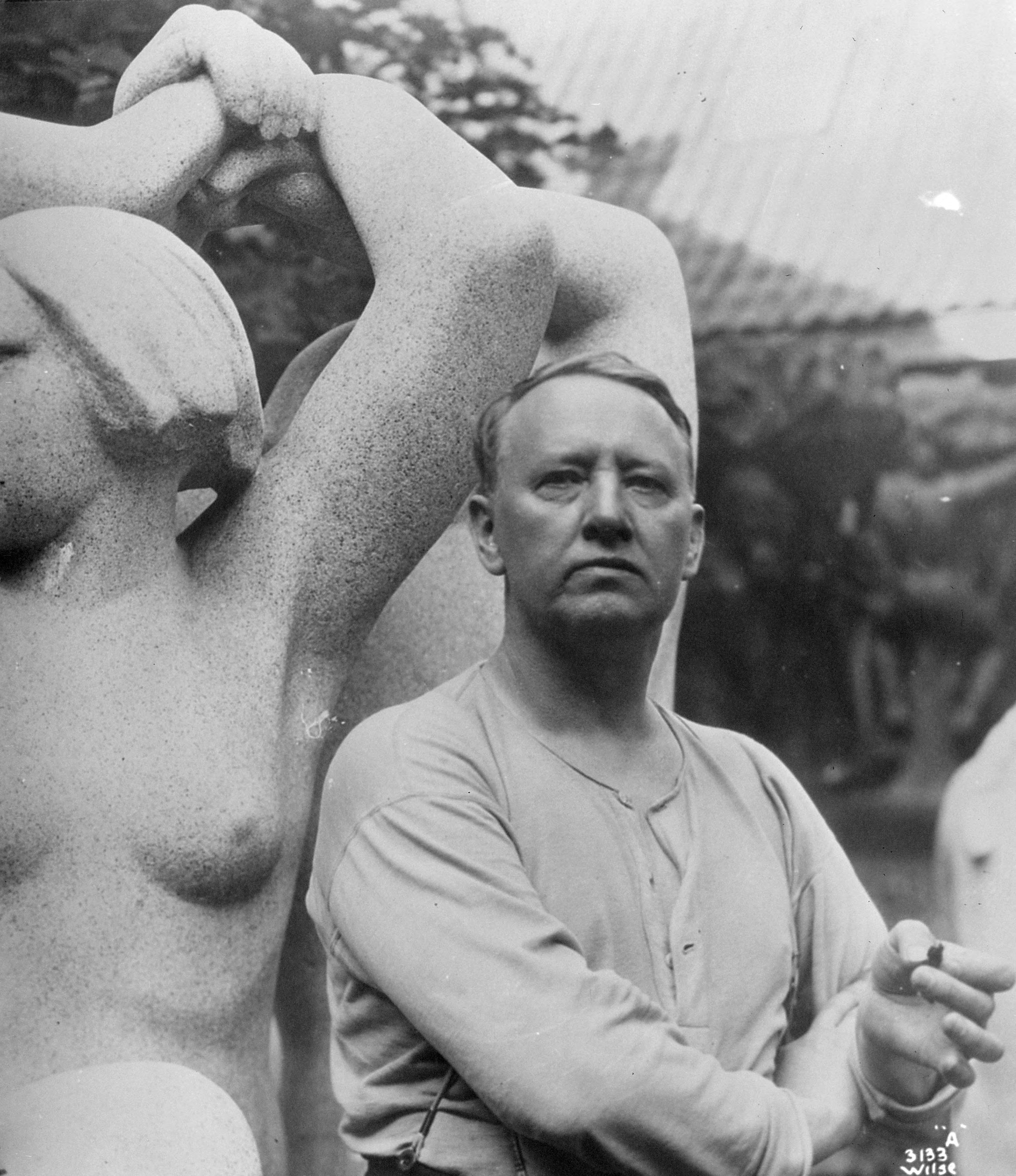
Gustav Vigeland (1929)

La sua fama è legata soprattutto al Parco di Vigeland, un'area all'interno del Frognerparken di Oslo dove sono esposte oltre duecento sue sculture e altri lavori.

## La formazione
Vigeland nacque in una piccola città del sud della Norvegia da una famiglia di artigiani e contadini. A quindici anni fu mandato ad Oslo per fare l'apprendista presso un intagliatore, ma dovette abbandonare il posto dopo nemmeno due anni, quando l'improvvisa morte del padre lo costrinse a rientrare a Mandal per aiutare la famiglia.
Tornò ad Oslo nel 1888, a diciannove anni, intenzionato a diventare scultore. Grazie al sostegno morale e finanziario dello scultore Bryunjulf Bergslien, iniziò a frequentare una scuola d'arte e nell'autunno del 1889 espose per la prima volta al pubblico una sua opera ("Hagar e Ismaele").
Dal 1891 al 1896 Vigeland fece diversi viaggi all'estero. Soggiornò a Copenaghen, a Parigi, a Berlino e a Firenze. Quelle esperienze furono la sua formazione non accademica: a Parigi ebbe modo di frequentare lo studio di Auguste Rodin, mentre in Italia entrò in contatto con l'arte antica e con il Rinascimento. In quegli anni cominciarono ad emergere nelle sue opere alcuni temi che dominarono nel tempo la sua produzione artistica: la morte e il rapporto tra l'uomo e la donna. Tenne le sue prime due mostre personali in Norvegia, nel 1894 e nel 1896, ottenendo pareri molto positivi da parte di alcuni critici.

## Le prime opere pubbliche
Dal 1897 al 1902 Vigeland fu impegnato come scultore nelle opere di restauro della Cattedrale di Nidaros a Trondheim. L'esposizione all'arte medievale contribuì un nuovo elemento alla sua produzione creativa autonoma: il drago, simbolo del peccato ma anche della forza della natura, in lotta contro l'uomo.
Rientrato ad Oslo, ottenne in prestito dal comune uno studio in disuso dove poter lavorare. In quel periodo in Norvegia c'era un grande fermento nazionalista, che culminò con l'indipendenza dalla Svezia nel 1905. Il paese voleva celebrare la propria storia e la propria cultura. Vigeland, ritenuto lo scultore norvegese di maggior talento, ebbe molte commissioni per statue o busti commemorativi di illustri compatrioti come, ad esempio, il drammaturgo Henrik Ibsen e il matematico Niels Henrik Abel.
Nel 1906 Vigeland presentò un modello in gesso di una fontana monumentale che, secondo le intenzioni iniziali del Comune di Oslo, sarebbe andata ad adornare la piazza di fronte al Parlamento Nazionale. L'opera di Vigeland venne accolta con favore, ma da più parti si sollevarono critiche sulla scelta della collocazione. La realizzazione pratica della fontana venne perciò rimandata fino a quando non si fosse trovato un accordo sul luogo dove costruirla. Nel frattempo Vigeland ampliò il suo progetto originario aggiungendovi vari gruppi scultorei e, nel 1919, un'alta colonna in granito.

## Il parco di Vigeland
Nel 1921 il comune di Oslo decise di abbattere il vecchio edificio dove si trovava lo studio dello scultore per costruire una biblioteca. Si arrivò ad un accordo: il comune avrebbe costruito per lui un nuovo edificio destinato a studio ed abitazione, che sarebbe stato trasformato in museo dopo la sua morte. In cambio, l'artista si impegnava a donare alla città tutti i suoi lavori, sculture, disegni, incisioni, compresi i modelli.
Vigeland si trasferì nel nuovo studio in Kirkeveien nel 1924, a poco distanza dal Parco Frogner, che era stato scelto come luogo definitivo per la realizzazione della fontana. Nei successivi vent'anni Vigeland si dedicò alla progettazione, alla realizzazione e all'allestimento dell'area destinata all'esposizione permanente delle sue sculture, che da lui prese il nome di Parco di Vigeland.
Nella casa di Kirkeveien visse e lavorò fino alla morte, nel 1943, e lì ancora riposano le sue ceneri, conservate nella torre. Come previsto, l'edificio è stato trasformato nel Museo Gustav Vigeland, dove sono esposte varie opere dell'artista e tutti i modelli originali in gesso delle sculture del Parco di Vigeland.